# Irene Parlby
Mary Irene Parlby (Londres, 9 de janeiro de 1868 - Red Deer, 12 de julho de 1965) foi uma líder agrícola, ativista e política feminina canadense. Ela serviu como Ministra sem pasta no Gabinete de Alberta de 1921 a 1935, trabalhando para implementar reformas sociais que ajudavam mulheres e crianças agricultoras. Como membro do Cinco Famosos, ela foi uma das cinco mulheres que levaram o caso de pessoas primeiro à Suprema Corte do Canadá e depois ao Comitê Judicial Britânico do Conselho Privado pelo direito das mulheres de servir no Senado do Canadá. De 1930 a 1934, ela foi uma das três representantes canadenses na Liga das Nações em Genebra, Suíça.
As realizações de Parlby lhe renderam muitas honras, antes e depois de sua morte. Em 1935, a Universidade de Alberta concedeu-lhe um doutorado honorário em direito, tornando-a a primeira mulher em sua história a receber tal distinção. Em 1966, um ano após sua morte, ela foi nomeada Pessoa de Importância Histórica Nacional e, em 2009, o Senado do Canadá votou para nomear Parlby e outros membros dos Cinco Famosos do Canadá como os primeiros senadores honorários.

## Primeiros anos
Parlby nasceu Mary Irene Marryat em 9 de janeiro de 1868 em Londres, Inglaterra, sendo a mais velha dos oito filhos do Coronel Ernest Lindsay Marryat e da Sra. Elizabeth Lynch Marryat. Os Marryats tinham muitos parentes conhecidos, incluindo Frederick Marryat, um autor e escritor da Marinha Real, e Henry Young, um administrador colonial na Austrália. Ela viveu na Índia por seis anos, de 1868 a 1871 e de 1881 a 1884, devido ao trabalho de seu pai na Royal Engineers. Sua família era de classe média alta e as crianças eram ensinadas por governantas em vez de frequentar a escola. Ela estava interessada em escrever e atuar, criando peças para a família e amigos. Ela recebeu uma boa educação, estudando música e elocução, e se interessou por teatro, embora tal carreira fosse considerada inadequada para uma mulher de seu status social. Em 1884, quando Irene tinha 16 anos, seu pai se aposentou de seu trabalho na Índia e voltou com sua família para a Inglaterra, onde alugaram uma fazenda em Limpsfield, Surrey.
Ela gostava de sua vida social, mas sentia que sua vida não tinha objetivo; ela mais tarde descreveu isso como "passar o tempo da maneira mais agradável possível". Em meados da década de 1890, ela passou um tempo na Suíça, recuperando-se de uma doença. Em 1896, Alix Westhead, uma amiga da família de seu tempo na Índia, convidou Irene para ficar com ela nos Territórios do Noroeste (atual Alberta). Depois de receber o consentimento de seus pais, Parlby partiu para o Canadá em maio de 1896, aos 28 anos. Pouco depois de chegar ao Canadá, ela conheceu Walter Parlby, um graduado de Oxford que havia chegado ao Canadá em 1890. Eles ficaram noivos no outono de 1896 e mais tarde construíram uma casa perto de Alix, Alberta. Irene e Walter visitaram a família na Inglaterra em 1899. Em novembro de 1899, enquanto estava na Inglaterra, ela deu à luz um menino, Humphrey Marryat Hall Parlby.

## Carreira política

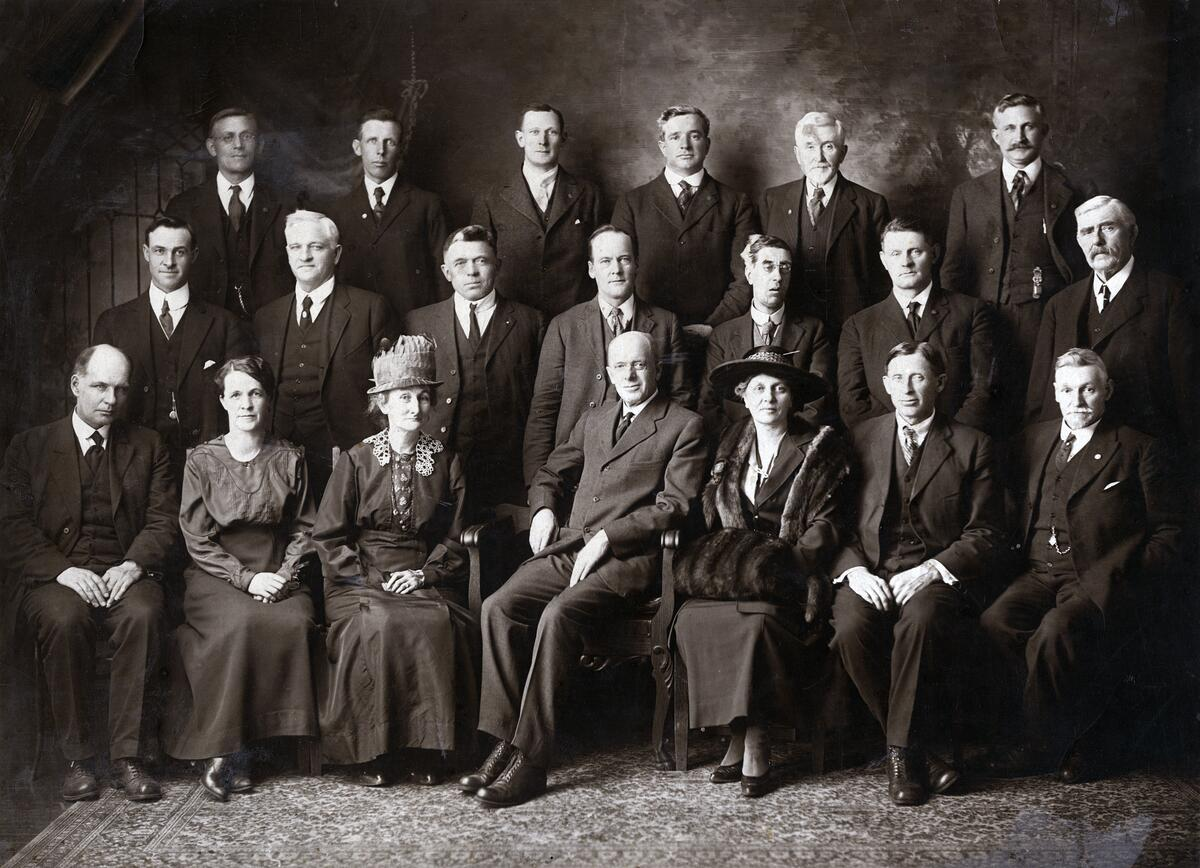
Conselho de Administração da United Farmers of Alberta em 1919. Parlby é o terceiro da direita na linha inferior.

A vida política de Parlby começou em 1914, quando ela, junto com outras mulheres da área, criou o Alix Country Women's Club (ACWC), e Parlby foi escolhida como secretária. Uma das primeiras realizações do ACWC foi estabelecer uma biblioteca local, uma das primeiras da província. Quando o United Farm Women of Alberta (UFWA), um grupo auxiliar dos United Farmers of Alberta, foi formado em 1915, o ACWC se tornou a primeira filial local do UFWA. No ano seguinte, foi eleita a primeira presidente da UFWA. Entre 1918 e 1920, o número de membros cresceu de 1.450 para 4 mil mulheres. Como presidente, Parlby trabalhou para melhorar a saúde e ajudou a estabelecer hospitais municipais. Em 1920, ela renunciou ao cargo de presidente, dizendo: "A organização atingiu um estágio em que seu próprio ímpeto ajudará a levá-la adiante, os dias difíceis de despertar o interesse e estabelecer a posição da organização terminaram e sinto que posso. .. deixe todo o trabalho ativo para aqueles que são mais capazes de continuar do que eu."
Nas eleições gerais de Alberta em 1921, Parlby apresentou seu nome como candidata para a corrida de Lacombe, que ela ganhou, para sua surpresa. Ela chamou a campanha de "desagradável", devido ao assédio que recebeu por ser mulher. Em toda a província, o United Farmers ganhou 38 do total de 61 assentos, dando-lhe a maioria na Assembleia Legislativa de Alberta. Herbert Greenfield foi escolhido para ser o primeiro-ministro, e Parlby foi escolhida para ser a ministra sem pasta no gabinete, tornando-a a segunda mulher no Império Britânico a ocupar um cargo ministerial, depois de Mary Ellen Smith, da Colúmbia Britânica. Em 1930, ela foi escolhida pelo primeiro-ministro R. B. Bennett para ser uma das três delegadas do Canadá à Liga das Nações em Genebra, onde serviu até 1934. No final de seu terceiro mandato, ela decidiu que não buscaria a reeleição nas eleições gerais de 1935. No entanto, ela continuou a levar uma vida pública ativa e era uma oradora requisitada, tanto pessoalmente quanto pelo rádio.
Ao longo de seu mandato, Parlby usou sua influência para promover inúmeras reformas sociais, principalmente aquelas de interesse para mulheres e crianças. Ela apoiou a imigração e, em uma época em que o nativismo estava em ascensão, sentiu que pessoas de todas as origens étnicas deveriam abraçar sua herança, valorizar e preservar sua cultura. Parlby apresentou e patrocinou um grande número de projetos de lei, incluindo a Lei do Salário Mínimo para Mulheres, que fez de Alberta a primeira província a aprovar um salário mínimo para mulheres. Ela também tentou aprovar a Lei da Comunidade de Propriedade, que permitiria que as mulheres possuíssem todas as propriedades que trouxessem para o casamento, junto com presentes e herança, mas isso não foi aprovado porque foi visto como muito radical.

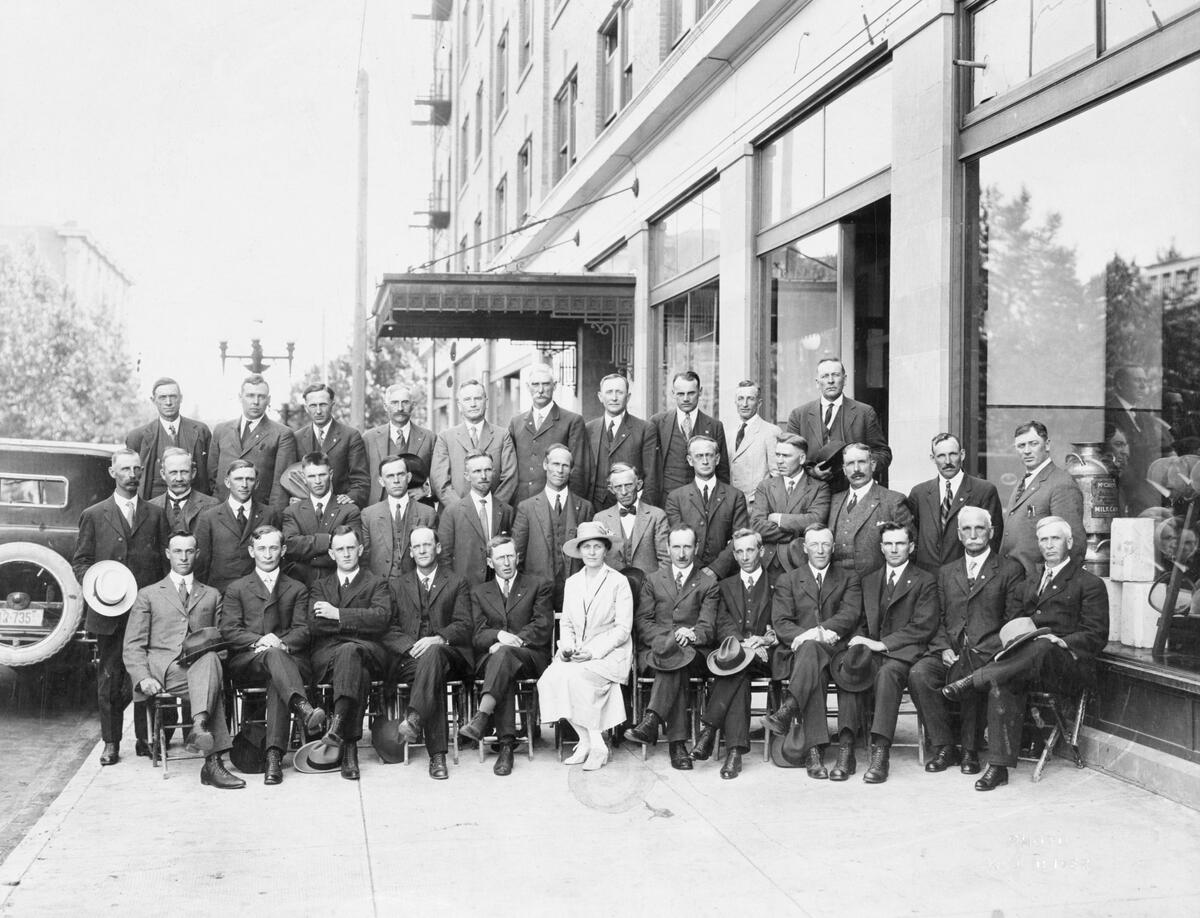
Caucus do United Farmers of Alberta em 1921

Como muitos outros proeminentes políticos de Alberta da época, incluindo outros membros do Famous Five, Murphy e McClung, Parlby era um defensor do movimento eugênico em Alberta. Ela apoiou a Lei de Esterilização Sexual, que permitia a esterilização de pessoas com deficiência mental para evitar que características "indesejáveis" fossem passadas para a próxima geração. A Lei afetou desproporcionalmente pessoas socialmente vulneráveis, incluindo mulheres e jovens adultos, juntamente com os de ascendência indígena. Parlby expressou simpatia pelas mães de crianças com problemas mentais e afirmou que a "grande e única solução para o problema" era a esterilização de pessoas débeis mentais.

## Os Cinco Famosos e oCaso Pessoas
Parlby foi uma das cinco famosas, um grupo de cinco mulheres, incluindo Henrietta Muir Edwards, Nellie McClung, Louise McKinley e Emily Murphy, que fez uma petição ao governo federal do Canadá pelo direito das mulheres de servir como senadoras. O caso ficou conhecido como "Caso Pessoas", uma vez que o governo federal assumiu a posição de que as mulheres não eram consideradas "pessoas qualificadas", na disposição da Lei da América do Norte Britânica de 1867 relativa à nomeação para o Senado do Canadá. Em 1927, o caso foi levado à Suprema Corte do Canadá, que decidiu que as mulheres não eram elegíveis para nomeação para o Senado do Canadá. O caso foi então apelado ao Comitê Judicial do Conselho Privado de Londres, a mais alta corte do Império Britânico. Em 1929, o Comitê Judicial anulou a decisão da Suprema Corte, permitindo que as mulheres servissem no Senado. A primeira mulher a servir no Senado, Cairine Wilson, foi nomeada no ano seguinte.

## Morte e legado

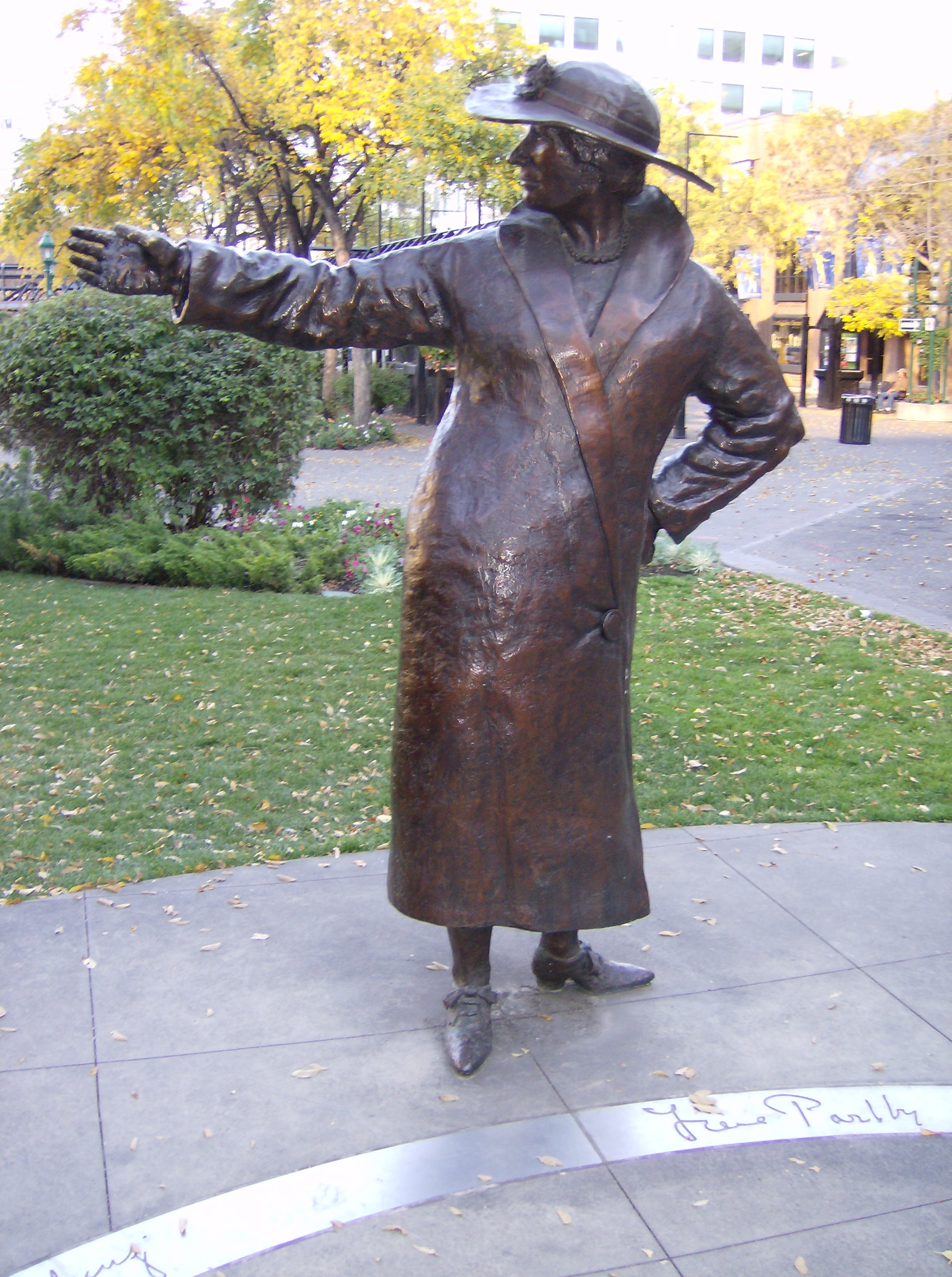
Estátua de Irene Parlby em Calgary, Alberta, parte do monumento Women are Persons!

Em 1935, como reconhecimento por suas realizações nas últimas duas décadas, ela se tornou a primeira mulher a receber um doutorado honorário da Universidade de Alberta.
Parlby morreu em 12 de julho de 1965 em uma casa de repouso em Red Deer, Alberta. Ela foi o último membro sobrevivente dos Cinco Famosos.
Em maio de 1966, Parlby foi reconhecido como Pessoa de Importância Histórica Nacional pelo governo do Canadá. Uma placa comemorativa foi encontrada em Alix, Alberta. Em 1997, o caso Persons foi reconhecido como um evento histórico nacional. Em 2000, dois monumentos idênticos foram criados em Calgary, Alberta, e perto do Edifício do Senado do Canadá, em Ottawa, Ontário. Os monumentos, chamados Mulheres são Pessoas!, retratam os membros dos Cinco Famosos lendo as notícias sobre sua vitória no Caso das Pessoas. Os monumentos foram posteriormente apresentados na nota de $ 50 da série Canadian Journey. Em outubro de 2009, o Senado votou para nomear Parlby e o resto dos cinco famosos "senadores honorários" do Canadá.